# Двоструки крст
Двоструки (лоренски, патријаршијски, дупли) крст (☨) чини једна вертикална линија коју је при врху под нормалним углом секу две краће хоризонталне линије једна испод друге, од којих је нижа обично дужа. Овај крст је распрострањен на подручју под утицајем Византије односно православља. Поред тога чини основу грба Мађарске и Словачке, већег броја словачких градова, а формирао је и средњовековни грб Лорене.

## Називи

### Двоструки или Дупли
Назив двоструки или дупли крст добио је због две хоризонталне линије које га чине.

### Лоренски
Лоренски крст је термин који се користи у западној терминологији, јер се на западу он појављивао само у Лорени у коју је стигао са простора Моравске (Словачке и Мађарске).

## Порекло
Двоструки крст је настао у Византији у којој је чинио облик владарског жезла до њене пропасти. Одатле се проширио по земљама под византијским утицајем. Ћирило и Методије су га донели са собом у Моравску у својој мисији међу тамошњим Словенима, где је широко прихваћен и врло ускоро постао грб Нитранске кнежевине.
Двоструки крст стиже у Лорену за време Сватоплука Корушког (870. – 900.), ванбрачног сина Арнулфа Корушког (850. – 899.) који му је дао на управу Лоренску краљевину. Сматра се да је он поставио двоструки крст као грб Лорене, преузевши га од свог кума великоморавског краља Сватоплука I (830—894.), који је био нитрански кнез, пре него што је постао великоморавски краљ.
Када је Мађарска овладала просторима Нитранске кнежевине током X и 11. века, двоструки крст постаје саставни део мађарског грба. То се види на новчићима првог мађарског краља св. Иштвана око 1000. године, који је претходно био нитрански кнез одакле је вероватно преузео двоструки крст.

## Значење
Двоструки крст означава државну самосталност (независност). Ово тумачење води порекло из Византије чији су владари имали жезла у облику двоструког крста која су значила да њихова држава има световну и црквену власт (независност), што су симболизовале две хоризонталне линије. У прилог овоме говоре и ктиторски портрети српских владара у средњем веку који су у рукама имали жезла у облику двоструког крста.
Сам облик се тумачи крстом на који је Христ распет. Наиме горња (краћа) хоризонтална линија представља греду која садржала је натпис INRI тј. Iesus Nazarenus Rex Iudaeorum (Исус Назарећанин Краљ Јевреја) који је према легенди (Јеванђеље по Јовану 19:19) Пилат наредио да окаче изнад распетог Исуса као његову титулу. Нижа (дужа) хоризонтална линија предтављала је греду за коју су приковане Исусове руке.